# (37329) 2001 QW108
2001 QW108 (asteroide 37329) é um asteroide da cintura principal. Possui uma excentricidade de 0.47445260 e uma inclinação de 29.45213º.
Este asteroide foi descoberto no dia 23 de agosto de 2001 por NEAT em Palomar.